# Joule (cràter)
Joule és un cràter d'impacte que es troba a la cara oculta de la Lluna. Es localitza al nord-nord-est de la plana emmurallada del cràter Mach. Al nord-oest de Joule apareix el cràter Blazhko.
Es tracta d'una formació desgastada i erosionada. Un parell de cràters més petits apareix en el sector nord-est de la vora, amb un impacte en la vora nord-oest. A sud presenta una projecció exterior que té l'aparença d'un cràter parcialment cobert per Joule. La resta de la vora i de la paret interior és una mica irregular. El sòl interior està més anivellat que el terreny que envolta el cràter, però està marcat per alguns petits impactes. En el punt mig del sòl interior apareix un pic central.

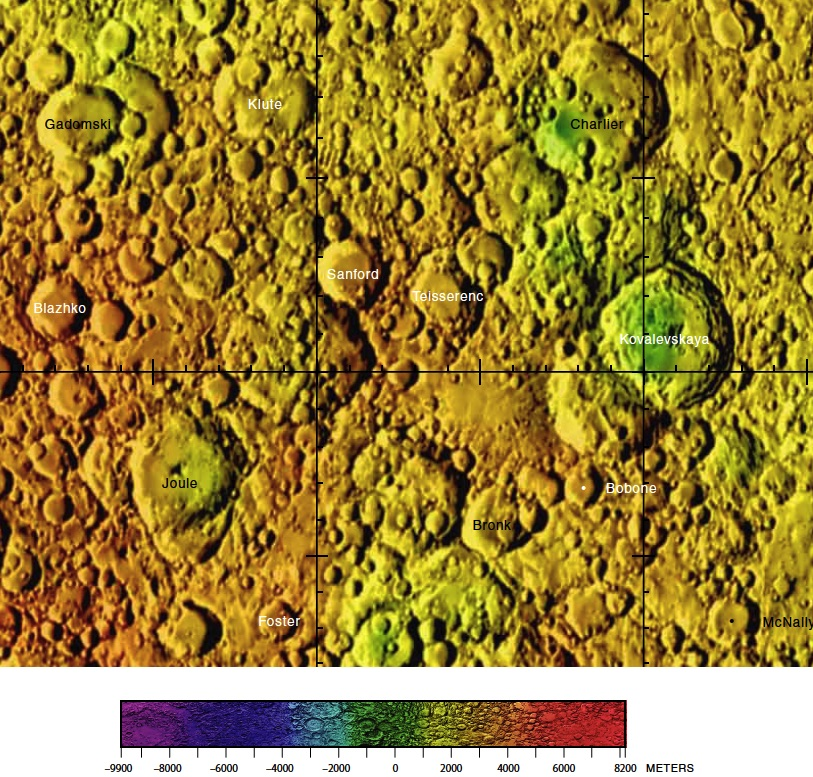
Localització de Joule (inferior esquerra de la imatge)
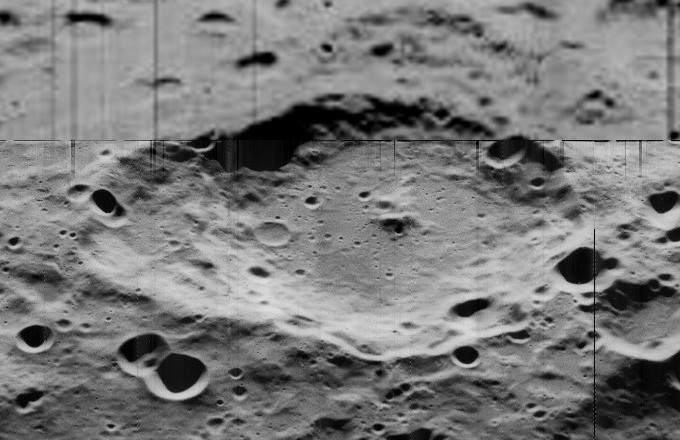
Vista obliqua en mosaic del cràter Joule, mirant cap a l'oest (imatge de la missió Lunar Orbiter 5)
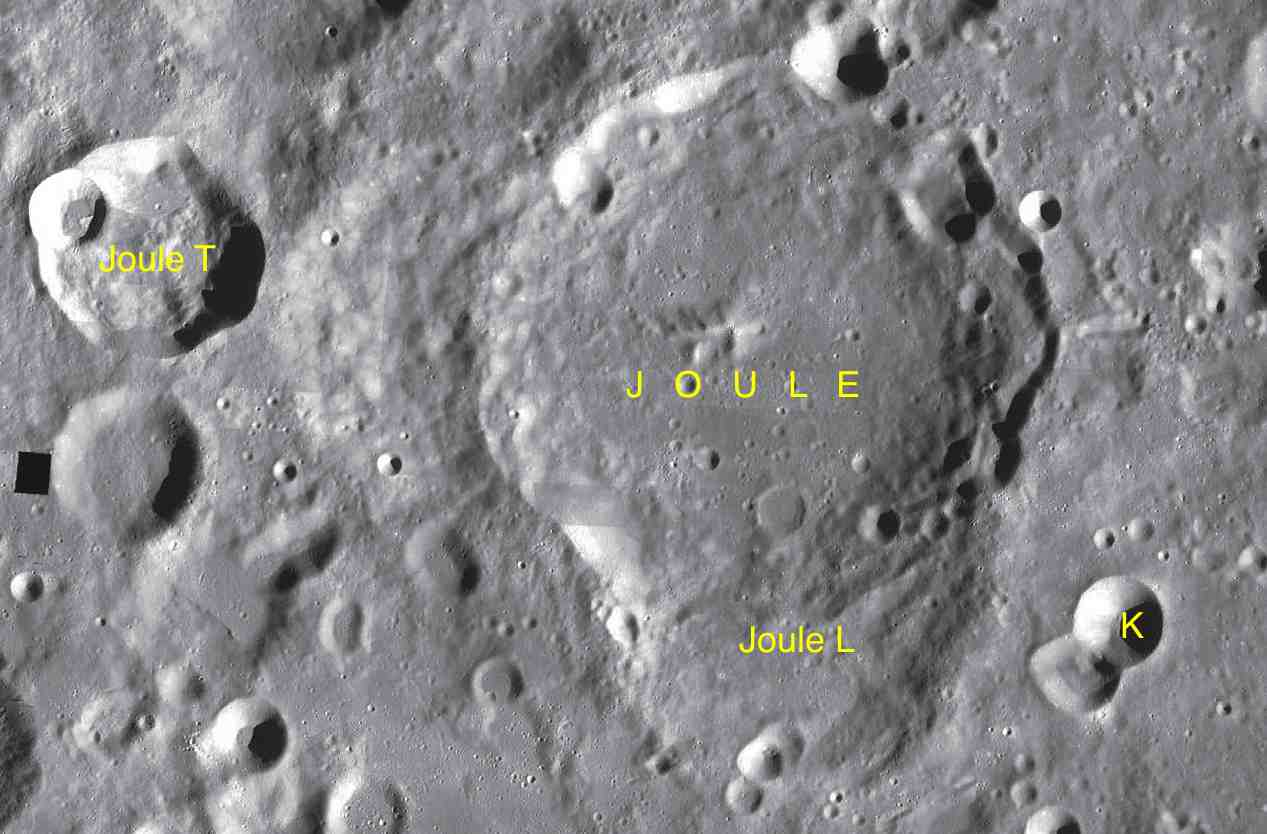
Cràters satèl·lit

Joule T, situat a menys d'un diàmetre de cràter a l'oest de Joule, es troba al centre d'un sistema de marques radials. Aquests raigs es projecten principalment cap al sud del cràter, amb una marca més prominent que creua el cràter Harvey al sud. Solament els rastres febles d'aquest sistema de raigs creuen Joule, i es limiten generalment a la vora occidental, als costats interns i al sòl.

## Cràters satèl·lit
Per convenció aquests elements són identificats en els mapes lunars posant la lletra en el costat del punt central del cràter que està més proper a Joule.
| Joule | Coordenades                            | Diàmetre |
| ----- | -------------------------------------- | -------- |
| K     | 25° 48′ N, 141° 54′ O / 25.8°N,141.9°O | 16 km    |
| L     | 26° 06′ N, 144° 06′ O / 26.1°N,144.1°O | 69 km    |
| T     | 27° 42′ N, 148° 12′ O / 27.7°N,148.2°O | 37 km    |